# Første Wienaftale
Den Første Wienaftale var en traktat underskrevet den 2. november 1938 i henhold til voldgiften i Wien, som fandt sted på Belvedere-paladset i Wien. Voldgiften og kendelsen var direkte konsekvenser af den foregående måneds München-aftale, som resulterede i opdelingen af Tjekkoslovakiet.
Nazityskland og det fascistiske Italien havde søgt en ikke-voldelig måde at støtte Kongeriget Ungarns territoriale krav og en revision af Trianon-traktaten fra 1920. Nazityskland havde allerede krænket Versailles-traktaten ved remilitariseringen af Rhinlandet (7. marts 1936) og Østrigs Anschluss (12. marts 1938).
Den Første Wienaftale adskilte Anden Tjekkoslovakiske Republik fra områder i det sydlige Slovakiet og det sydlige Transkarpatien (et område stort set svarende til Zakarpatska oblast i Ukraine), der hovedsageligt var ungarsk befolket, og gjorde det til en del af Ungarn. Ungarn genvandt således nogle af de områder (nu dele af Slovakiet og Ukraine), som Ungarn havde mistet efter 1. Verdenskrig under Trianon-traktaten. Tjekkoslovakiet afstod også små landområder i Spiš- og Orava-regionerne til Polen.
I midten af marts 1939 gav Adolf Hitler Ungarn tilladelse til at besætte resten af Transkarpatien (siden december 1938 officielt Carpatho-Ukraine). Dette øgede Ungarns territorium mod nord, op til den polske grænse, og genoprettede derved en fælles ungarsk-polsk grænse, som havde eksisteret før den første deling af Polen-Litauen i 1772. Før slutningen af 1. Verdenskrig og traktaterne om Trianon og Saint Germain havde Karpaterne i det tidligere Kongerige Ungarn (Sankt Stefanskronens lande) i Østrig-Ungarn, mod nord grænset op til Kongeriget Galicien og Lodomeria, en del af Østrigs Cisleithanien.
Seks måneder efter at Ungarn havde besat resten af Transkarpatien, i september 1939, efter den tyske invasion af Polen, blev den polske regering og titusindvis af polske soldater og flyvere evakueret til Ungarn og Rumænien og derfra videre til Frankrig og Mandatområdet i Libanon for at fortsætte deres krig mod Tyskland.
Efter Anden Verdenskrig erklærede Paris-traktaten fra 1947 den Første Wienaftale for ugyldig.

## Baggrund

### International situation
Fra 1933 koordinerede Ungarn sine udenrigspolitikker tæt med Nazitysklands, i håbet om at revidere Ungarns grænser som fastsat i Trianon-traktaten fra 1920. I marts 1933 erklærede Ungarns premierminister, at Ungarn "ønskede retfærdighed på det historiske princip" og ønskede genoprettelse til Ungarn af ungarsk-beboede områder, som Ungarn havde mistet efter 1. Verdenskrig. I juni 1933 besøgte den ungarske premierminister Gyula Gömbös Tyskland, hvor han mødtes med Adolf Hitler, og de konkluderede, at Tjekkoslovakiet var en væsentlig hindring for en "omlægning" af Centraleuropa og derfor skulle undergraves internt, isoleres internationalt og endelig elimineres med militær magt. Under et møde med Hitler i august 1936 talte Miklós Horthy for et fælles angreb mod Tjekkoslovakiet for at udskære en "kræftsvulst fra Europas hjerte".
I slutningen af 1937 besluttede Hitler at åbne en kampagne mod Tjekkoslovakiet. I 1938 fokuserede Tyskland og Ungarn på at skabe en fælles platform til dette formål, og i november 1938 forhandlede Hitler med den ungarske regering om Tjekkoslovakiets skæbne.
Ungarske repræsentanter anså et åbenlyst angreb på Tjekkoslovakiet for farligt og ønskede at bevare landets forhold til Frankrig og Storbritannien, hvis støtte i spørgsmålet om ungarske minoriteter var betinget af, at Ungarn ikke sluttede sig til Tyskland i militære aktioner. Dette forargede Hitler og førte til en ændring i Tysklands syn på ungarske territoriale krav i det østlige Tjekkoslovakiet.
Før München-aftalen havde en ungarsk regeringsudsending officielt bedt den tyske og italienske delegation om at løse ungarske krav sammen med spørgsmålene fra sudetertyskere. Hitler var dog ikke enig, fordi han ikke var tilfreds med Ungarns tidligere passivitet, og fordi han havde sine egne planer for Centraleuropa. De franske og britiske delegerede, premierminister Édouard Daladier og Neville Chamberlain, så potentiel fare i en så kompleks løsning, men den italienske delegerede, premierminister Benito Mussolini, tillod ungarske krav at blive afspejlet i et bilag til aftalen. Det anmodede Tjekkoslovakiet om at løse mindretalsspørgsmålet med Ungarn og Polen inden for tre måneder ved bilaterale forhandlinger, ellers ville spørgsmålene blive løst af de fire underskrivere af aftalen.
Efter Polens annektering af Trans-Olza og Český Těšín var det ungarske spørgsmål forblevet åbent. Polen annekterede senere yderligere territorier i det nordlige Slovakiet (den 1. december 1938, landsbyer i Kysuce, Orava og Spiš ) omfattende 226 km2, med 4.280 indbyggere. Den ungarske regering forstod München-aftalens bilag som en aftale mellem stormagterne om revision af fredstraktater og understregede, at det ikke kun betød revision af grænser baseret på etnicitet, men også en eventuel genoprettelse af ungarsk territorium før 1918 og skabelsen af en fælles grænse med Polen. Officielle ungarske kredse var klar over, at Ungarn alene var for svag til at håndhæve sine territoriale krav over for Tjekkoslovakiet, fordi de vidste, at ethvert angreb ville støde på modstand fra den mere moderne tjekkoslovakiske hær.
Derfor besluttede Ungarn i stedet at bekæmpe Tjekkoslovakiet på det diplomatiske område og presse på for territorial revision i München-aftalens ånd.

## Voldgift

### I Komárno
Forhandlinger blev afholdt mellem 9. oktober og 13. oktober 1938 i Komárno, på den slovakiske nordlige bred af Donau-floden, lige ved grænsen til Ungarn. Den tjekkoslovakiske delegation blev ledet af Jozef Tiso, premierministeren for den autonome regering, uden nogen erfaring med lignende forhandlinger, og den omfattede Ferdinand Ďurčanský, justitsminister i det slovakiske kabinet, og general Rudolf Viest. Centralregeringen i Tjekkoslovakiet var repræsenteret af Ivan Krno, politisk direktør for det tjekkoslovakiske udenrigsministerium, som havde rang af ekstraordinær ambassadør og befuldmægtiget minister. Autonome Karpater Ruthenia var repræsenteret af Ivan Párkányi, som var en minister uden portefølje . Den tjekkoslovakiske (slovakiske og ruthenske) delegation var ikke helt forberedt på mangel på tid. I modsætning hertil bestod den ungarske delegation af erfarne personer  og blev ledet af udenrigsminister Kálmán Kánya og undervisningsminister Pál Teleki. Den ungarske regering hilste sammensætningen af den tjekkoslovakiske delegation velkommen og mente, at det ville være lettere at påvirke de uerfarne slovakiske politikere med løfter. Denne forventning blev ikke indfriet, da andre slovakiske delegerede afviste enhver mulighed for at vende tilbage til Ungarn.
Den ungarske regerings strategi for forhandlingerne var at kræve områder, hvor der boede mindst 50 % ungarere ifølge folketællingen fra 1910. Denne formulering blev valgt med hensyn til underskriverne af München-aftalen, men Ungarn anmodede også om områder, der ikke matchede disse kriterier. Den første dag fremsendte Ungarn et memorandum med de ønskede territoriale ændringer. Ungarerne krævede endvidere en folkeafstemning i det resterende område, hvor slovakker og ruthenere ville erklære, om de ønskede at blive indlemmet i Ungarn.
Ungarn krævede territorier op til og med en linje defineret af Devín (ungarsk: Dévény), Bratislava (Pozsony), Nitra (Nyitra), Tlmače (Garamtolmács), Levice (Léva), Lučenec (Losonc), Rimavská Sobota (Rimaszombatn), Jelšava), (Jolsva), Rožňava (Rozsnyó), Košice (Kassa), Trebišov (Tőketerebes), Pavlovce nad Uhom (Pálóc), Uzhhorod (slovakisk: Užhorod) , ungarsk: Ungvár), Mukacheve ( Mukačevo, Munkács ) og Vinogradiv ( Nagyszőlős ). Området var 14.106 km2 (med 12.124 km2 i Slovakiet og 1.982 km2 i Karpaterne Ruthenia). Det omfattede 1.346.000 borgere (1.136.000 i Slovakiet, 210.000 i Karpaterne Ruthenia). Ifølge den seneste folketælling havde 678.000 af dem erklæret ikke-ungarsk statsborgerskab (553.000 i Slovakiet, 125.000 i Karpaterne Ruthenia) i 1930. 
Ungarn anmodede også om øjeblikkelig overtagelse af to grænsebyer fra Tjekkoslovakiet som en "goodwill gestus". Den tjekkoslovakiske delegation blev enige om jernbanebyen Slovenské Nové Mesto (indtil 1918 havde den været en forstad til den ungarske by Sátoraljaújhely) og byen Šahy (ungarsk: Ipolyság). Begge blev besat af Ungarn den 12. oktober.

## Voldgiftens indgåelse
Aftalen blev indgået i Wien af udenrigsministrene fra Tyskland, Joachim von Ribbentrop, og fra Italien, Galeazzo Ciano. Den ungarske delegation blev ledet af udenrigsminister Kálmán Kánya, ledsaget af undervisningsminister Pál Teleki. Den tjekkoslovakiske delegation blev ledet af udenrigsminister František Chvalkovský, ledsaget af Ivan Krno. Vigtige medlemmer af den tjekkoslovakiske delegation omfattede repræsentanter for Subcarpathian Rus' (premierminister Avgustyn Voloshyn) og for Slovakiet (premierminister Jozef Tiso og justitsminister Ferdinand Ďurčanský). Med var også Hermann Göring . Et par dage før voldgiften havde Budapest modtaget beskeder fra nogle af grænselandsbyer, som afviste blev en del af Ungarn ("Bliv der, befri os ikke. Vi har det godt, bedre end dig, befri dig selv"). 
Voldgiften begyndte i Belvedere-paladset i Wien ved middagstid den 2. november 1938. Den tjekkoslovakiske og den ungarske delegation fik lov til at fremføre deres argumenter. Chvalkovský var kort og overlod opgaven med at præsentere den tjekkoslovakiske sag for Krno. På trods af udtrykkelige krav fra de tjekkoslovakiske repræsentanter nægtede begge dommere at lade Tiso og Voloshyn deltage. Ribbentrop og Ciano begrundede, at kun repræsentanter for centralregeringer kunne deltage (Tjekkoslovakiet, snarere end det delvist autonome Slovakiet eller Carpatho-Ruthenia).  De antog, at Chvalkovský ville være mere underdanig, og at Tiso ville komplicere forhandlingerne.  Forhandlingerne var en formalitet, og en ny grænse blev trukket efter et halvt døgn. Da voldgiften blev offentliggjort af Ribbentrop omkring klokken 19, var den tjekkoslovakiske delegation så chokeret, at Tiso faktisk måtte overtales af Ribbentrop og Chvalkovský til at underskrive dokumentet.

## Resultater
Tjekkoslovakiet måtte overgive områderne i det sydlige Slovakiet og det sydlige Karpaterutenien syd for linjen til grænsen til Rumænien . Det omfattede byerne Senec (Szenc), Galanta (Galánta), Vráble (Verebély), Levice (Léva), Lučenec (Losonc), Rimavská Sobota (Rimaszombat), Jelšava (Jolsva), Rožnava (Rozsnyó), Košice (Kassa), Michaľany (Szentmihályfalva), Veľké Kapušany (Nagykapos), Uzhhorod (Ungvár) og Mukachevo (Munkács). Slovakiet tabte 10.390 km2 med 854.277 indbyggere  – 503.980 ungarere (58,99 %), 272.145 slovakker eller tjekkere (32,43 %), 26.151 jøder (3,06 %), 8.947 tyskere (1,05 %), 1,82 %, 5 Ruthen 14.617 andre og 26.005 udenlandske statsborgere   ifølge den tjekkoslovakiske folketælling i 1930. Ved at overveje den gennemsnitlige befolkningstilvækst siden sidste folketælling, er det muligt at estimere den samlede befolkningsstørrelse på tidspunktet for voldgiften til 935.000 mennesker, hvoraf 300.000 var slovakker eller tjekkere  Tjekkoslovakiet mistede også yderligere territorium i Karpaterne Ruthenia. Tjekkoslovakiet mistede den direkte jernbaneforbindelse til Karpaterne Ruthenia og til dets allierede Rumænien.
Mellem den 28. og 29. oktober 1938 indgik Béla Imrédy og lederen af Det Forenede Ungarske Parti Andor Jaross en aftale om, at repræsentanter for det parti, der opholdt sig i de forløste områder, ville være en del af en borgerlig gruppe af generalstab, som skulle have den øverste myndighed. En af dens dele (Upper Country Unification Group) blev senere grundlaget for Ministeriet for Upper Country, ledet af Jaross. Alle andre politiske partier blev forbudt, og der blev lavet hindringer for indførelsen af andre partier fra Ungarn. Det Forenede Ungarske Parti brugte derefter sin magt til at forfølge slovakker og ungarere, der havde været uenige i aktiviteterne mod Tjekkoslovakiet før tildelingen.
Efter Wienaftalen organiserede den ungarske regering og Det Forenede Ungarske Parti fejringer og en triumferende indtog for den ungarske hær i de forløste områder. Organisatorerne efterlignede bevidst Hitlers hærs indtog i Sudeterlandet. Resultatet af voldgiften blev af størstedelen af den ungarske befolkning mødt med lokale erklæringer om uenighed. Ungarske honvéder blev heller ikke hilst velkommen i nogle "rene ungarske" landsbyer, og i en landsby skulle deres indkvartering arrangeres med magt.  De afståede områder blev besat af den kongelige ungarske hær (Magyar Királyi Honvédség) mellem 5. og 10. november 1938. Ungarn indførte en militær administration på de forløste områder. Den 11. november gik Horthy højtideligt ind i hovedbyen Košice (Kassa).  Den militære administration blev ændret til en civil administration den 21. december 1938.  De genoprettede øvre ungarske områder blev indlemmet i Ungarn den 12. november 1938 ved en lov fra det ungarske parlament. Ved at følge de tidligere amter i Kongeriget Ungarn, blev det besatte område opdelt i to nye amter med sæder i Nové Zámky og Levice, og nogle lande blev en del af andre ungarske amter.
Den 30. november 1938 afstod Tjekkoslovakiet små stykker jord i Spiš- og Orava -regionerne til Polen.
München-aftalen, den første Wien-pris og mindretalspartiernes deltagelse i Tjekkoslovakiets opløsning resulterede i en omdefinering af efterkrigstidens tjekkoslovakiske mindretalspolitik. Tjekkoslovakiet før krigen havde garanteret et relativt stort antal mindretalsrettigheder, hvor ungarere havde flere borgerlige og sociale rettigheder for ungarerne end i Ungarn, men ungarerne blev mål for alvorlig diskrimination efter krigen. Det ungarske spørgsmål skulle løses ved befolkningsudveksling mellem Tjekkoslovakiet og Ungarn, <i>slovakisering</i> og deportationer af ungarere i Tjekkoslovakiet (især til Sudeterlandet).

## Ophævelse
I forhold til international ret blev Wienaftalen senere ophævet. Selvom det blev præsenteret som en frivillig handling fra to suveræne stater i voldgift, havde den tjekkoslovakiske regering accepteret voldgiften under en formodet trussel fra begge voldgiftsdommere (Nazityskland og det fascistiske Italien) og under stor indflydelse af de ungarske krav. Ifølge Deák anses handlingen i henhold til international lov for at have været ulovlig, og dens resultat kunne ikke accepteres som gyldig. Ligesom for München-aftalen, som senere blev annulleret, blev Tjekkoslovakiets interesser stort set ignoreret, og voldgiftsmændene havde brugt deres militære dygtighed til at presse dem, der var med i aftalen. Vienna Award blev også fundet ulovlig i slutningen af Anden Verdenskrig . Fra det juridiske synspunkt har Wienaftalen aldrig eksisteret som en gyldig retsakt. 